# Ibrahim Touré
Oyala „Ibrahim” Touré (ur. 27 września 1985 w Bouaké, zm. 19 czerwca 2014 w Manchesterze) – piłkarz z Wybrzeża Kości Słoniowej.

## Kariera klubowa
Swoje pierwsze piłkarskie kroki Ibrahim stawiał w zespole ASEC Mimosas, po czym przeniósł się do Toumodi F.C. W 2005 wyjechał na Ukrainę, gdzie zasilił skład Metałurha Donieck. W czerwcu 2006 podpisał kontrakt z OGC Nice. Jednak i we Francji Toure nie pozostał zbyt długo. Po jednym sezonie gry dla tej drużyny, powrócił do Metałurha Donieck. W następnym sezonie powrócił do ojczyzny, gdzie bronił barw ASEC Mimosas, klubu w którym rozpoczynał karierę piłkarską. W 2009 roku został zawodnikiem Al-Ittihad Aleppo. Następnie przeszedł do egipskiego klubu Misr Lel Makasa, skąd później był wypożyczony do Telefonat Beni Suef. W 2013 roku podpisał kontrakt z Al-Safa' SC, gdzie wystąpił w 10 spotkaniach.

## Życie prywatne
Jego dwaj bracia, Kolo i Yaya, również są piłkarzami.